# Tretie oko
Tretie oko (magyarul: Harmadik szem) az Elán együttes tizenkettedik nagylemeze 2003-ból, amely Szlovákiában jelent meg.

## Dalok
1. Tretie oko (Patejdl – Filan) – 4:31
2. Fuga (Jursa) – 4:17
3. Láska moja (Patejdl – Filan) – 5:08
4. Šaman (Patejdl – Filan) – 4:13
5. Cigary idú do neba (Ráž – Filan) – 5:43
6. Orol (Horňák – Soviar) – 4:43
7. Život (Patejdl – Zeman) – 3:34
8. Vyriešený problém (Baláž – Filan) – 3:45
9. Severný pól (Horňák – Jurika) – 3:02
10. Riziko (Jursa) – 2:42
11. Originál (Baláž – Soviar) – 3:34
12. Strážca pečatí (Patejdl – Zeman) – 3:54
13. Depka (Patejdl – Filan) – 3:48
14. Zaklínanie depky (Patejdl – Filan) – 1:58

## Az együttes tagjai
- Jožo Ráž – basszusgitár, ének
- Jano Baláž – gitár, ének
- Václav Patejdl – billentyűs hangszerek, ének
- Farnbauer Péter – gitár, vokál
- Ľubomír Horňák – billentyűs hangszerek, vokál
- Henry Tóth – gitar, vokál
- Marcel Buntaj – dobok, ütős hangszerek

Közreműködött:
- Jozef Krajčovič – zenei rendező
- Alan Lesyk – Elán-logo (Bubák)